# 阪本孝男
阪本孝男（日语：／ Sakamoto Takao，1958年12月19日—），群马县出身，日本男子跳高运动员。他曾参加1984年夏季奥运会跳高比赛，还曾获得1978年亚洲运动会男子跳高冠军。